# Druk Tendzin I
Druk Tendzin I foi um Druk Desi do Reino do Butão, reinou de 1765 até 1768. Foi antecedido no trono por Druk Phuntsho, tendo-lhe seguido Donam Lhundub.